# Cidade Baixa (Porto Alegre)
Cidade Baixa é um bairro boêmio na zona central da cidade brasileira de Porto Alegre, capital do estado do Rio Grande do Sul. Foi criado pela lei 2022 de 7 de dezembro de 1959 e teve seus limites alterados pela lei 4685 de 21 de dezembro de 1979. Em 2019 o bairro contava com: 15.379 habitantes, distribuídos por seus 76,2 hectáres, com uma densidade populacional de 20.182,41 hab./km². A taxa de analfabetismo do bairro era de 0,36%, acentuadamente menor que o índice geral de Porto Alegre que era de 3,86%. A renda média era de 5,3 salários mínimos por domicílio. O seu Índice de Desenvolvimento Humano Municipal é de 0,932, elevado em comparação o índice de 0,805 da cidade.

## Histórico
O povoamento da região do bairro, situado ao sul dos antigos Altos da Matriz, iniciou no fim do século XVIII, quando foi aberta a Rua do Arvoredo. Nas décadas seguintes foram surgindo a Praia do Riacho (Washington Luís), a Varzinha (Demétrio Ribeiro), a Rua da Figueira (Coronel Genuíno) e a Rua da Olaria (Lima e Silva). Em 1845 foram abertas a Rua do Imperador (Rua da República) e a Rua da Imperatriz (Avenida Venâncio Aires), foi prolongada a Rua da Margem e foi urbanizado o Caminho da Azenha.
Em 1856 a Câmara propôs o arruamento de uma grande parte da região, considerando o rápido crescimento da população da área. Contudo, os planos não se materializaram, e boa parte da Cidade Baixa permaneceu desabitada por vários anos, principalmente o trecho do antigo Areal da Baronesa entre as atuais ruas Venâncio Aires e da República. Consistia em um terreno baixo e acidentado, cortado por árvores e capões, que dificultavam o trânsito e facilitavam os esconderijos, abrigando tanto escravos fugidos quanto bandidos.
A implantação das linhas de bonde de tração animal no Caminho da Azenha e na Rua da Margem contribuiu para a urbanização do local. A partir de 1880 novas ruas foram inauguradas, como a Lopo Gonçalves e a Luiz Afonso. A atual Rua Joaquim Nabuco também foi oficialmente aberta nessa época, sendo anteriormente conhecida como Rua Venezianos pois, se presume, embora não haja comprovação, que esta sediava o famoso grupo carnavalesco com o mesmo nome. De fato, o carnaval da Cidade Baixa era reconhecido e prestigiado na época, com destaque para os coros que movimentavam as ruas.

## Características atuais
Atualmente, o bairro se caracteriza pela grande quantidade de bares e é conhecido por ser o local preferido dos jovens e boêmios da cidade, principalmente nas ruas General Lima e Silva, República e João Alfredo.
Situa-se perto do Parque Farroupilha (também conhecido como "Redenção"), uma das áreas mais arborizadas da capital gaúcha. Além disso, a proximidade do campus central da Universidade Federal do Rio Grande do Sul (UFRGS) favorece a concentração de estudantes, intelectuais e artistas.

### Pontos de referência
Áreas verdes
- Largo Zumbi dos Palmares[9]
- Praça Cônego Marcelino
- Praça Laurentino Zottis
- Praça Professor Saint-Pastous

Educação
- Escola Estadual de Ensino Fundamental Rio de Janeiro
- Escola Estadual de Ensino Fundamental Prof. Olintho de Oliveira
- Escola Estadual de Ensino Fundamental Profª. Leopolda Barnewitz (Ensino Fundamental e EJA)
- Instituto Pão dos Pobres[10]

Outros
- Centro Cultural Tao[11]
- Igreja Adventista do Sétimo Dia
- Igreja da Sagrada Família[12]
- Igreja de Santo Antônio do Pão dos Pobres[13]
- Museu Joaquim José Felizardo[14]
- Bar Opinião[15][16]
- StudioClio
- Travessa dos Venezianos[17]

## Limites atuais
Ponto inicial e final: encontro da Avenida Praia de Belas com Avenida Aureliano de Figueiredo Pinto; desse ponto segue pela Avenida Aureliano de Figueiredo Pinto até a Praça Garibaldi, por essa até a Avenida Venâncio Aires, por essa até a Avenida João Pessoa, por essa até a Avenida Loureiro da Silva, por essa até a Avenida Borges de Medeiros, por essa até a Avenida Praia de Belas, por essa até a Avenida Aureliano de Figueiredo Pinto, ponto inicial.
Seus bairros vizinhos são: Centro Histórico, Praia de Belas, Menino Deus, Azenha e Farroupilha.

## Galeria de imagens

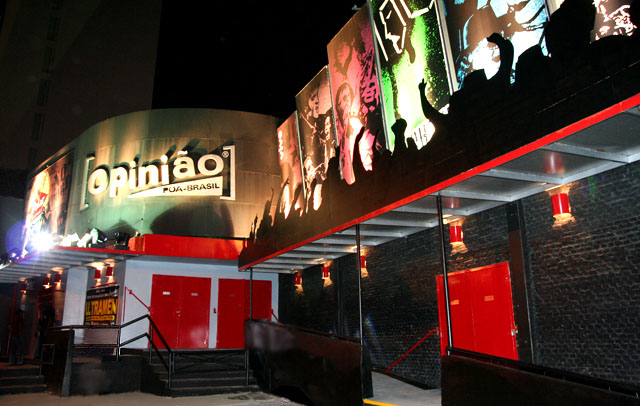
Opinião
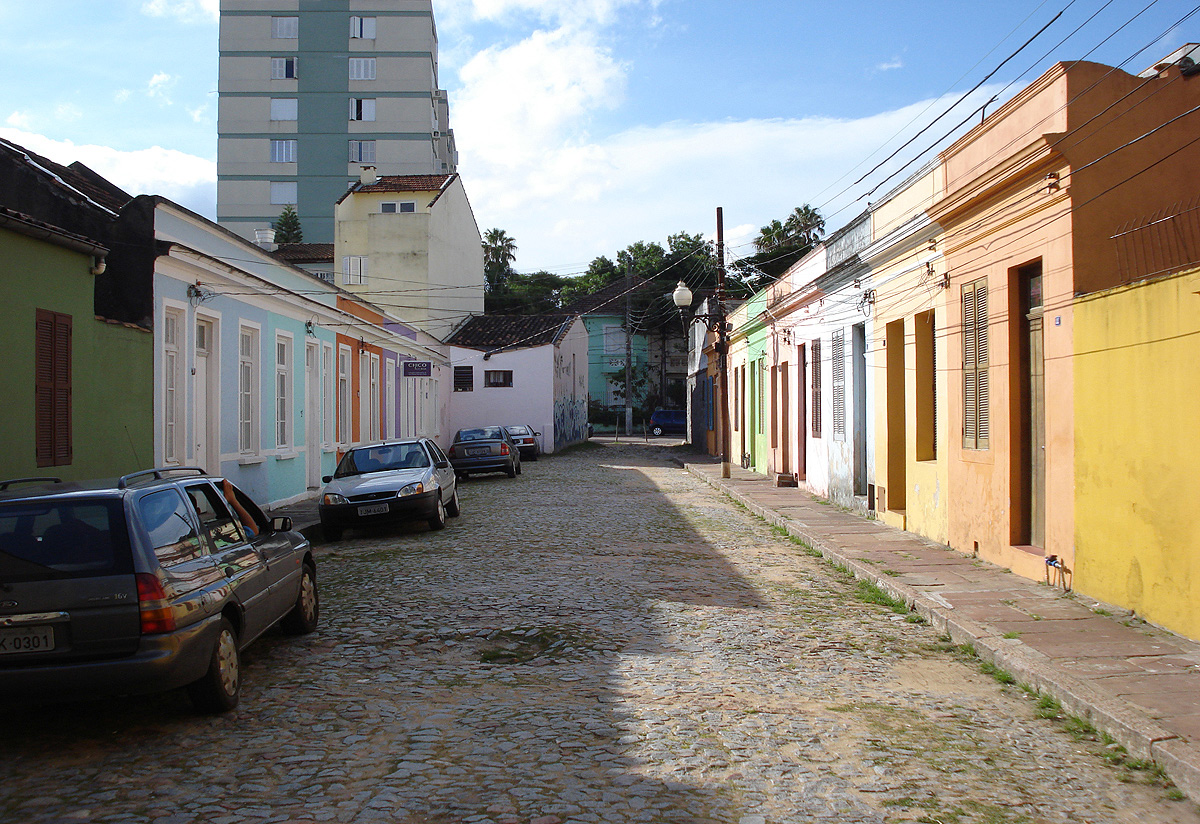
Travessa dos Venezianos
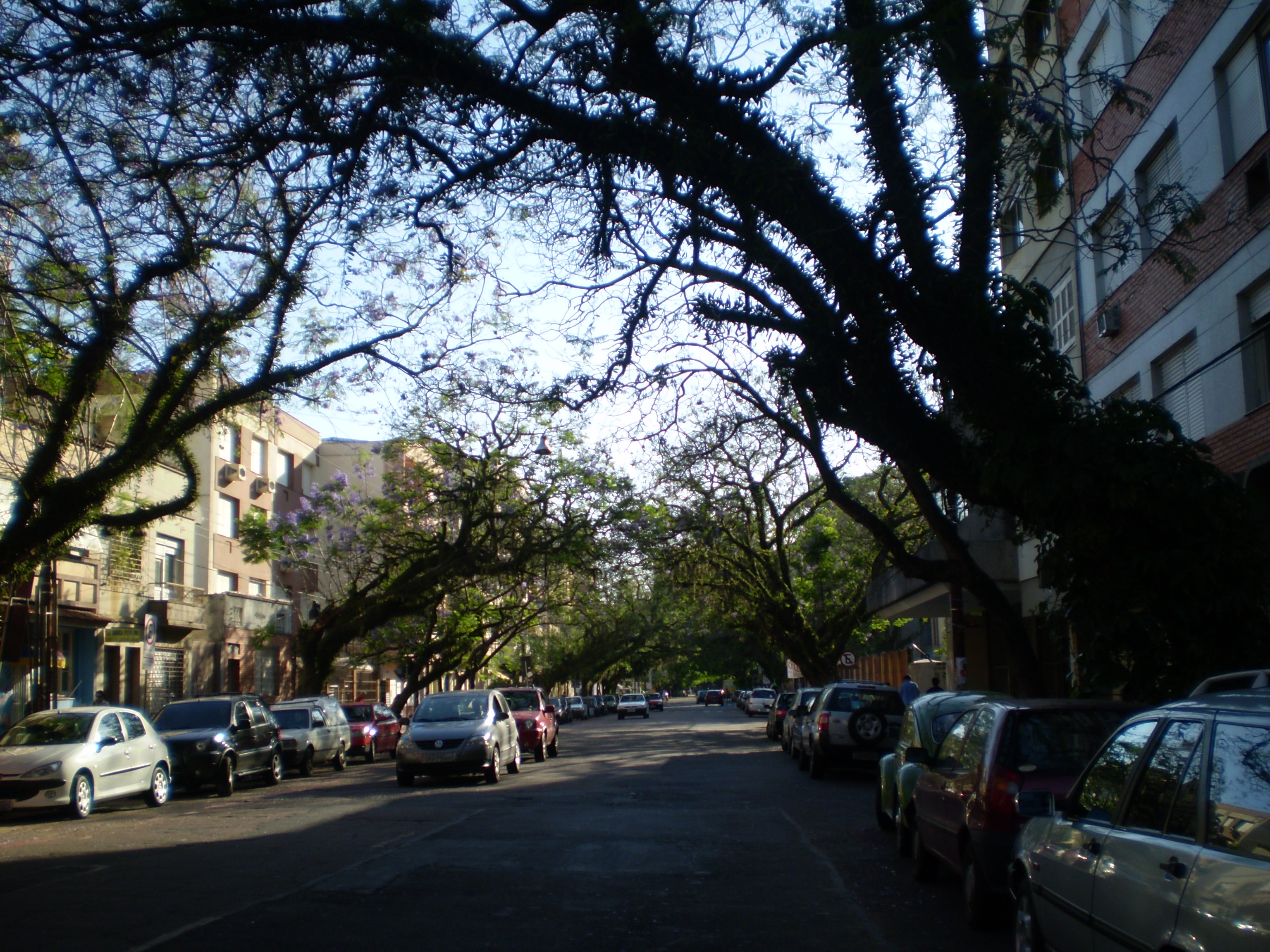
Rua da República
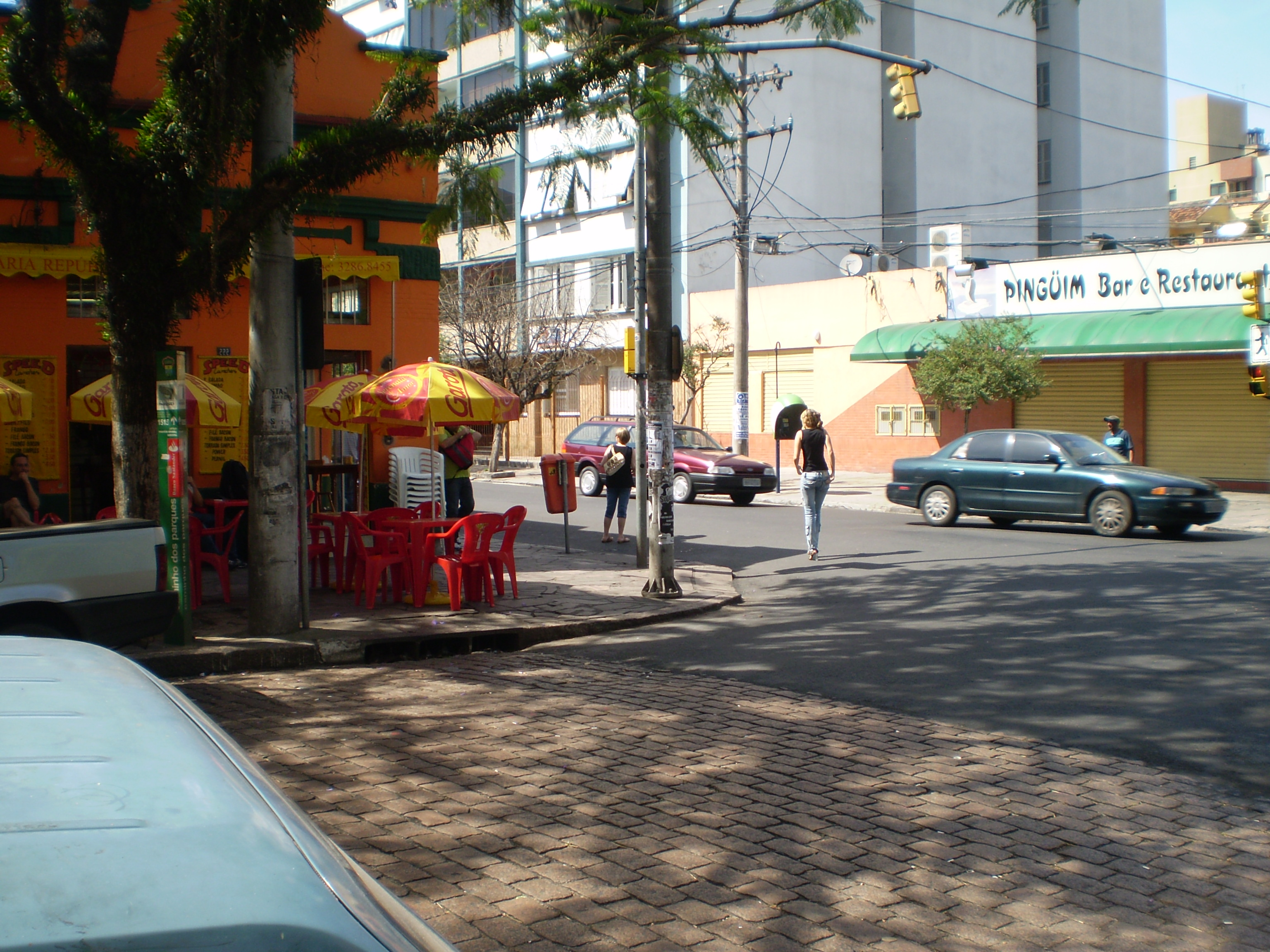
Esquina da Rua da República com Lima e Silva

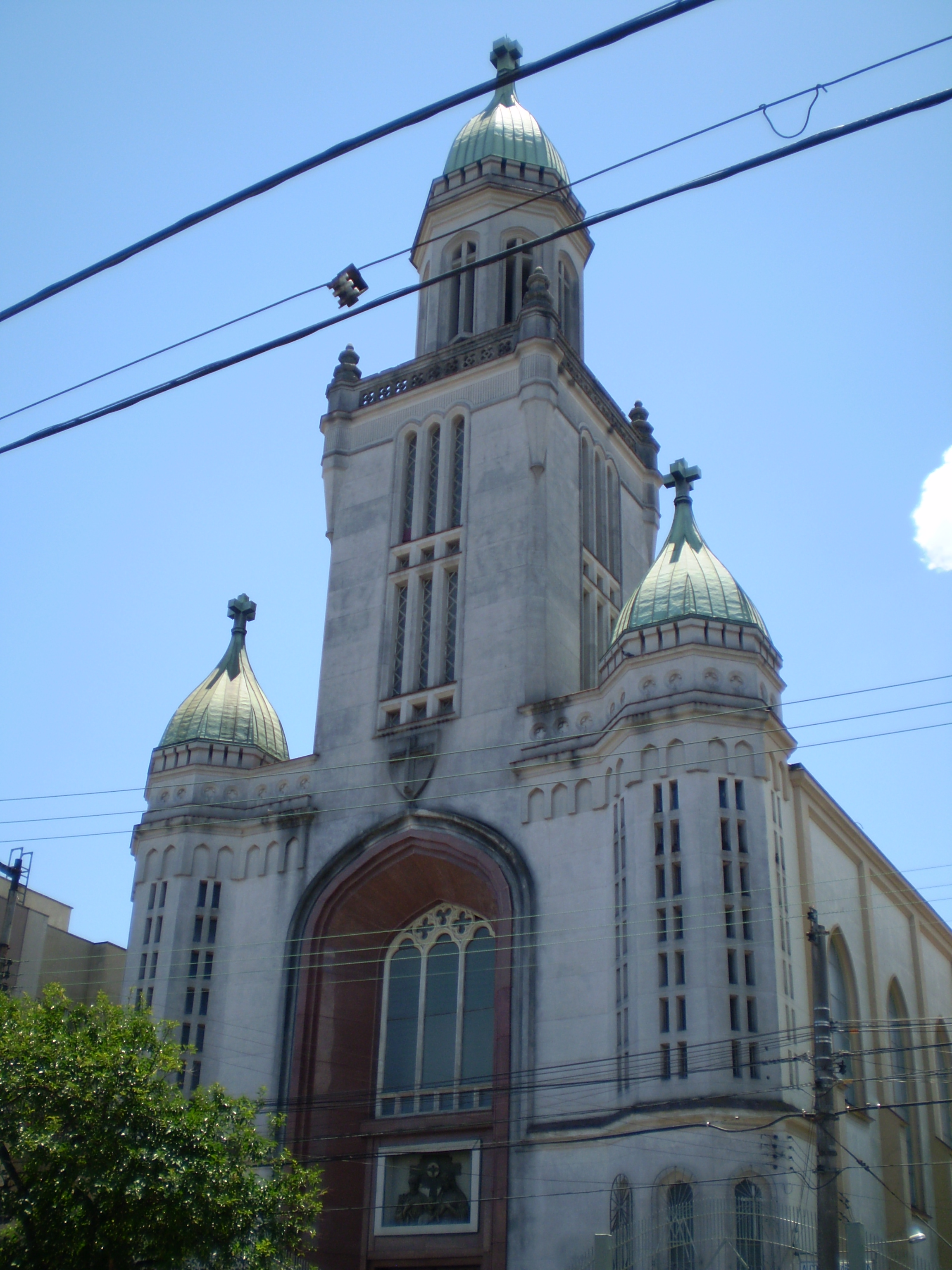
Igreja da Sagrada Família, na Rua José do Patrocínio
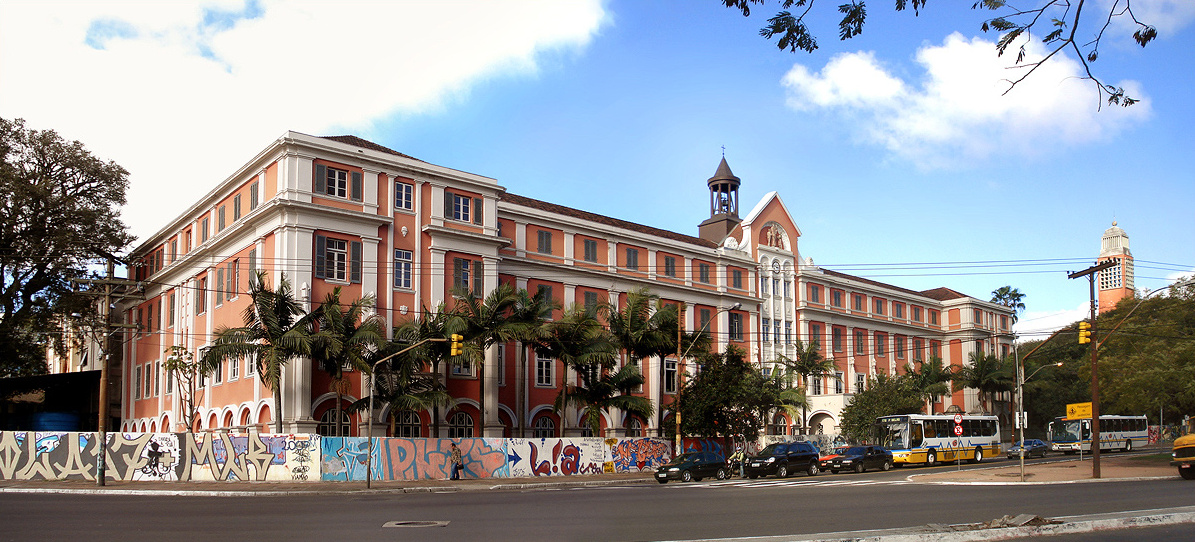
Pão dos Pobres
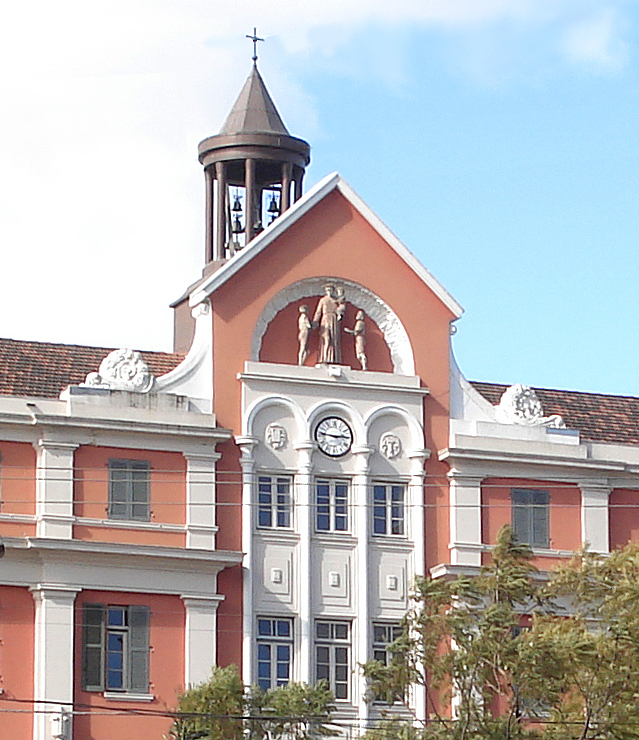
Detalhe do frontão do Instituto Pão dos Pobres
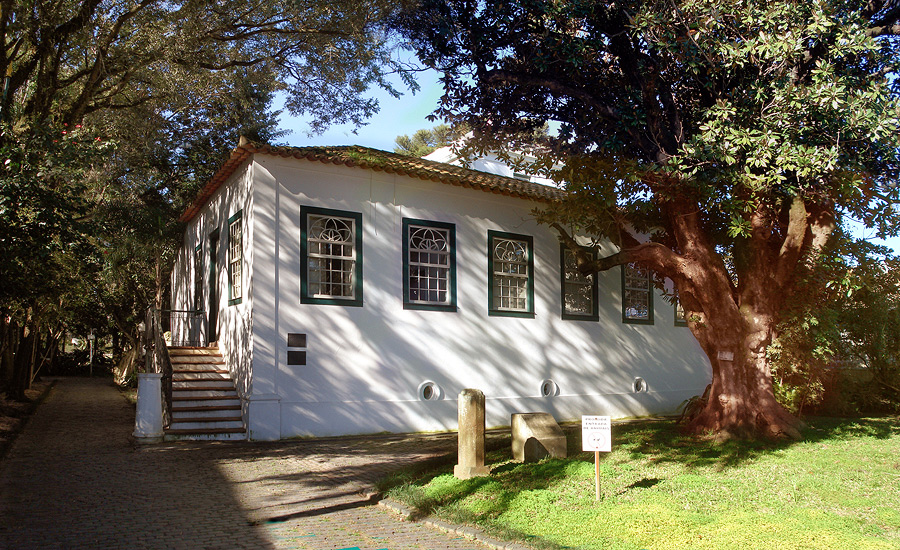
Solar Lopo Gonçalves, atual Museu Joaquim Felizardo